# Fútbol en Francia

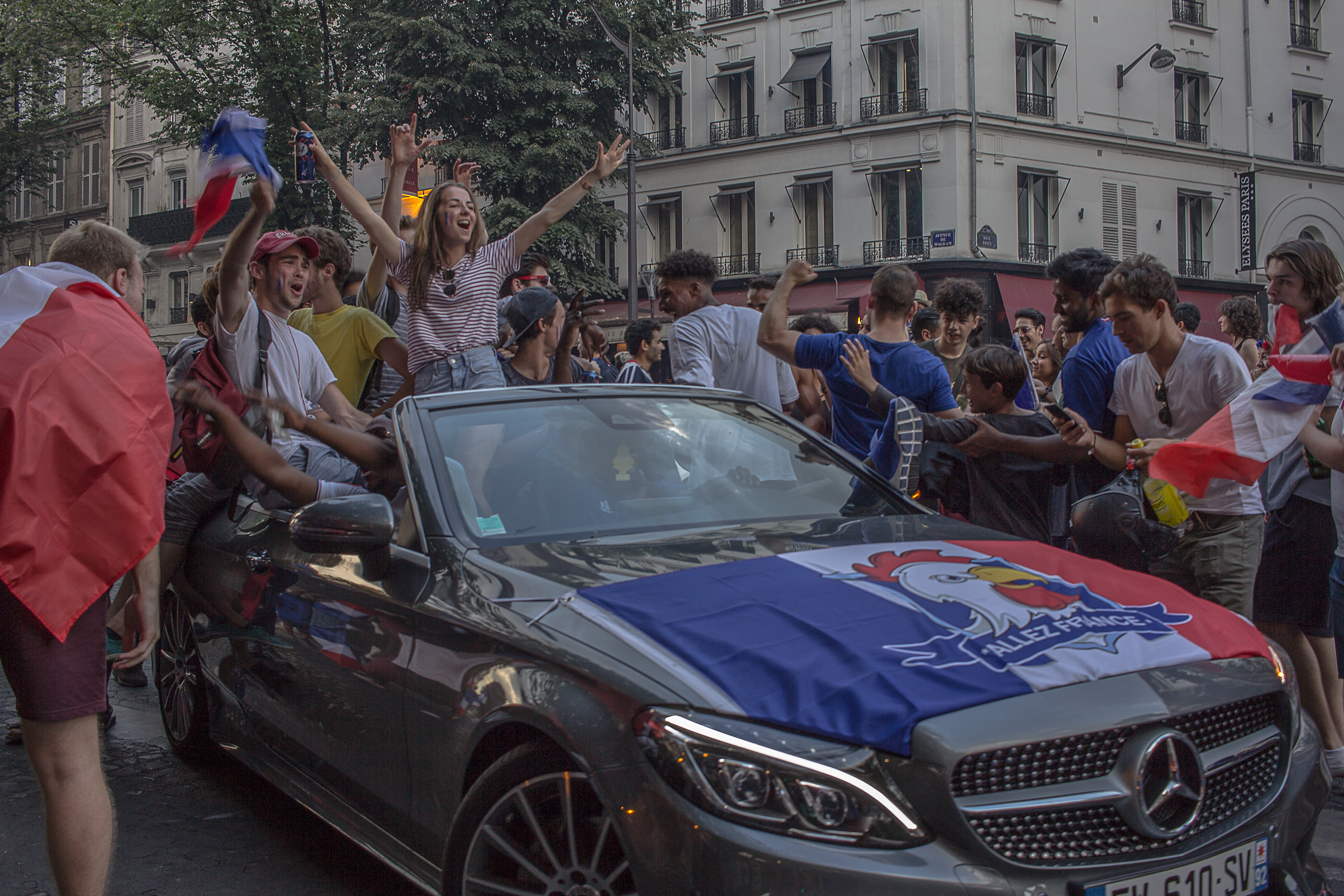
Aficionados franceses celebrando su segunda copa del mundo en París.

El fútbol es el deporte más practicado en Francia, el cual a nivel profesional ha destacado por ser considerado uno de los mejores del mundo: la selección francesa ostenta en su palmarés la Copa Mundial de 1998, la Copa Mundial de 2018 y una Liga de Campeones de la UEFA ganada en 1993 por el Olympique de Marsella. La Federación Francesa de Fútbol (FFF) tiene alrededor de 18 000 clubes de fútbol y dos millones de licenciatarios afiliados.
El país tiene dos categorías de liga profesional, la Ligue 1 y la Ligue 2, organizadas por la Ligue de Football Professionnel (LFP), y varias divisiones semiprofesionales además de la Coupe de France, donde todo equipo afiliado a la federación puede participar.

## Historia

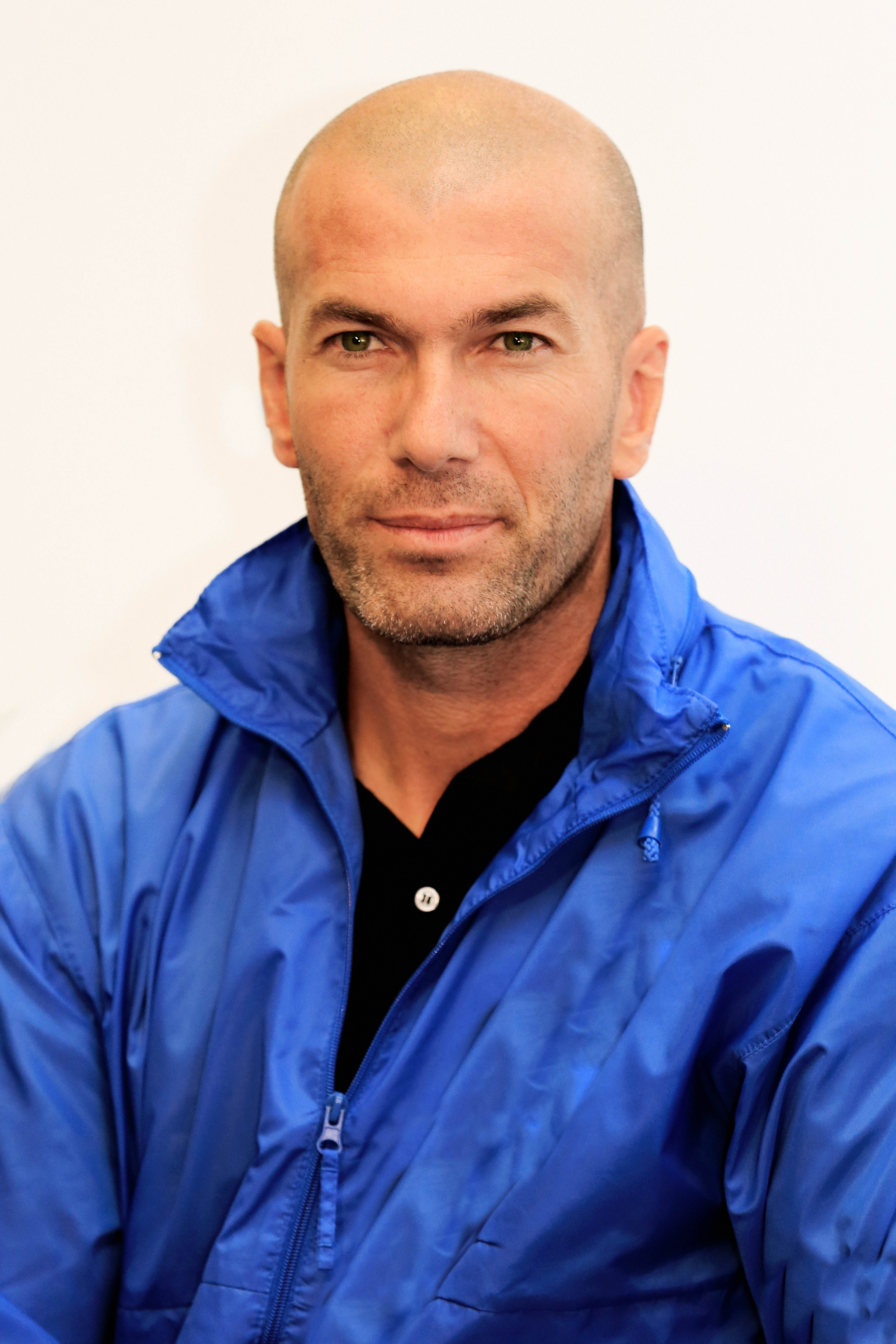
Zinedine Zidane, a menudo conocido como «Zizou», uno de los grandes referentes del fútbol francés, y considerado en su tiempo como uno de los mejores del mundo.

El fútbol se introdujo en Francia a finales del siglo XIX  pero no es  hasta 1932 y tras un largo debate, cuando el fútbol profesional se instaló en Francia. Ello impulsó la creación de un campeonato nacional de liga, ya que hasta entonces solo se disputaban varios torneos regionales, además de la Copa de Francia. Georges Bayrou, Emmanuel Gambardella y Gabriel Hanot se encargaron de planear dicho proyecto deportivo. Sin embargo, a pesar de que veinte clubes habían sido seleccionados para participar, algunos no aceptaron por distintos motivos, entre ellos económicos o por razones subjetivas. Al final, sólo el Olympique de Marsella, el Montpellier, y el OGC Niza, entre otros, accedieron participar.
En las primeras temporadas, el Stade de Reims, el AS Saint-Etiénne y el AS Mónaco se confirmaron como los más usuales campeones. El Olympique de Marsella se consagró vencedor por cuatro veces consecutivas, desde 1988 hasta 1992. El actual campeón es el Paris Saint-Germain.

## Organización
El fútbol es gestionado en Francia por la Federación Francesa de Fútbol (FFF) fundada el 7 de abril de 1919 tras la fusión de varias federaciones. Reúne a más de 2.143.688 licenciatarios que juegan en más de 18.194 clubes.
Fundada en 1944, la Liga de Fútbol Profesional (LFP) gestiona, bajo el control de la federación, los campeonatos masculinos de la Ligue 1 y Ligue 2. Los comités de la FFF gestionan otras competiciones como la Copa de Francia, los campeonatos nacional masculino, nacional 2 y nacional 3 y el campeonato francés de fútbol femenino (División 1, División 2 y División 3). La FFF a través de su Departamento Juvenil también gestiona los Campeonatos Juveniles de Francia (Campeonato Nacional -19 años, Campeonato Nacional -17 años) así como la Copa Gambardella Crédit Agricole (Copa de Francia para menores de 19 años).
El fútbol es también un deporte predominante en los territorios de ultramar que hacen una contribución muy significativa al fútbol francés. 
La selección francesa de fútbol y la selección francesa de fútbol femenino representan a Francia en competiciones internacionales.